# Собор Святых Георгия и Максима (Л’Акуила)
Собор Святых Георгия и Максима (итал.  Cattedrale dei Santi Giorgio e Massimo) — собор архиепархии Л’Акуилы Римско-католической церкви в городе Л'Акуила, в провинции Л’Акуила, в регионе Абруццо, в Италии.
Построенный в XIII веке, храм был разрушен во время землетрясения 1703 года и окончательно восстановлен в конце XIX — начале XX века. Сильно пострадал от землетрясения в 2009 году. В настоящее время в храме проводятся реставрационные работы, поэтому функции собора временно переданы Базилике Санта Мария ди Коллемаджо. Правительство Российской Федерации выделило на восстановление церкви 1,8 млн евро; в целом же работы по восстановлению были оценены в 14,5 млн евро.

## История
Возведение церкви связано с основанием самого города и появлением епархии Л’Акуилы 20 февраля 1257 года, ставшей преемницей епархии Форконио по благословению Папы Александра IV. Тогда же церковь Святых Георгия и Максима, ещё находясь на стадии строительства, по просьбе горожан получила статус собора. Храм был освящен в честь двух святых: Святого Максима из Авеи, патрона упразднённой епархии Форконио, и Святого Георгия, в честь которого, вероятно, на месте нового храма стояла ранняя церковь. После разрушения города в 1259 году, церковь была перестроена на главной площади города, где находится и сегодня.
Здание храма было перестроено снова после землетрясения 1315 года. Собор имел три нефа с апсидой и трансептом, и оставался неизменным вплоть до землетрясения 1703 года. В 1414 году в соборе были положены мощи Святого Максима из Авеи. В 1461 и 1480 годах были построены лестница на Соборную площадь, капеллы в нефах, включая гробницу Агнифило работы Сильвестро делл'Акуила. В XVI веке была возведена башня колокольни архитектором Джироламо Пико Фонтикулано и поднят потолок, а в XVII веке, при строительстве пресвитерия были построены новые капеллы.
Землетрясение 1703 года полностью разрушило храм. Фрагменты оригинального здания сохранились только с северной стороны, по улице Виа-Ройо, сохранились и некоторые элементы декора. Очередное восстановление длилось свыше семидесяти лет, не без трудностей, связанных, например, с построенной церковью Святых Душ, навсегда нарушившей гегемонию собора на Пьяцца дель Дуомо (Соборной площади).
Восстановление храма под руководством Себастьяно Чиприани началось в 1711 году, и уже в 1734 году в соборе снова стали проходить богослужения. Реконструкция завершилась только в 1780 году, однако, фасад и большой купол, предусмотренные Чиприани, не были воплощены.
В 1851 году было принято решение о реконструкции собора в новом стиле неоклассицизма. Проект был подготовлен архитектором Джованни Баттиста Бенедетти, но работы были приостановлены в 1860 году из-за восстания. К этому времени успели возвести только нижнюю часть храма, а остальное, в том числе две колокольни были добавлены в 1928 году.
Новые серьёзные повреждения храм получил во время землетрясения в 2009 году, были повреждены несущие стены и фасад, в нескольких местах обвалился трансепт. Восстановление собора, начатое в декабре 2009 года, планируется завершить в 2014 году. Работы, предварительно оцененные в 14,5 млн евро, финансировались суммами, направленными из разных стран; немалая часть средств (1,8 млн евро) была предоставлена правительством Российской Федерации.

## Описание
Собор расположен в нижней части площади Пьяцца дель Дуомо, самый большой площади в Л’Акуиле. Рядом с храмом находятся палаццо архиепископа, резиденция архиепархии и церковь Святых Душ. Перед собором находится Старый фонтан.
Внешний облик собора менялся со временем из-за разрушений вследствие частых землетрясений в регионе. Храм многократно перестраивался, переходя от оригинального фасада с тремя розами до версии XIX века с портиком в стиле неоклассицизма, построенного в конце XIX — начале XX века.
В нижней части находится один ряд ионических колонн работы Джованни Баттиста Бенедетти, построенных в 1851 году после сноса старого фасада, фронтон на антаблемент, вероятно, был добавлен по просьбе архиепископа Луиджи Филиппи до вынужденной приостановки работы в 1860 году. В 1928 году были добавлены две башни-колокольни, по образу церкви Святого Марка в Л’Акуиле, и портал. Две башни содержат двое солнечных часов, а на балюстраде, которая соединяет их, стоит дата завершения строительства фасада — MCMXXVIII. В центре между башнями находится полукруглое окно. Фасад был отделан штукатуркой вместо каменных блоков, который были предусмотрены проектом Бенедетти.
Внутреннее убранство храма было создано в 1711 и 1780 годах в стиле барокко. Собор имеет план латинского креста, структурированный одним длинным нефом (более 70 метров) в окружении приделов, сообщающихся друг с другом.
Справа находится гробница Аньифили, построенная в 1480 году Сильвестро делл’Акуила и перестроенная после землетрясения 1703 года. Она состоит из надгробия с изображением покойного и самого каменного гроба. Слева находится купель, созданная в XV веке Джованни де Реттори.
Среди картин особое внимание заслуживают «Диспут Иисуса среди учителей» (XV—XVI век, Франческо да Монтреале), «Введение во храм Марии» (Баччо Чьярпи) и «Святой Карл среди больных чумой» (1888, Теофил Патини). На стыке нефа и трансепта находится купол, расписанный Венанцио Машителли. Алтарь украшает образ «Мадонна со святыми Максимом и Георгием» кисти Джероламо Ченатьемпо. В своде центрального нефа находится фреска конца XIX века, изображающая Святых Максима из Авеи, Бернардина из Сиены, Папы Целестина V и Эквиция, аббата.

## Галерея

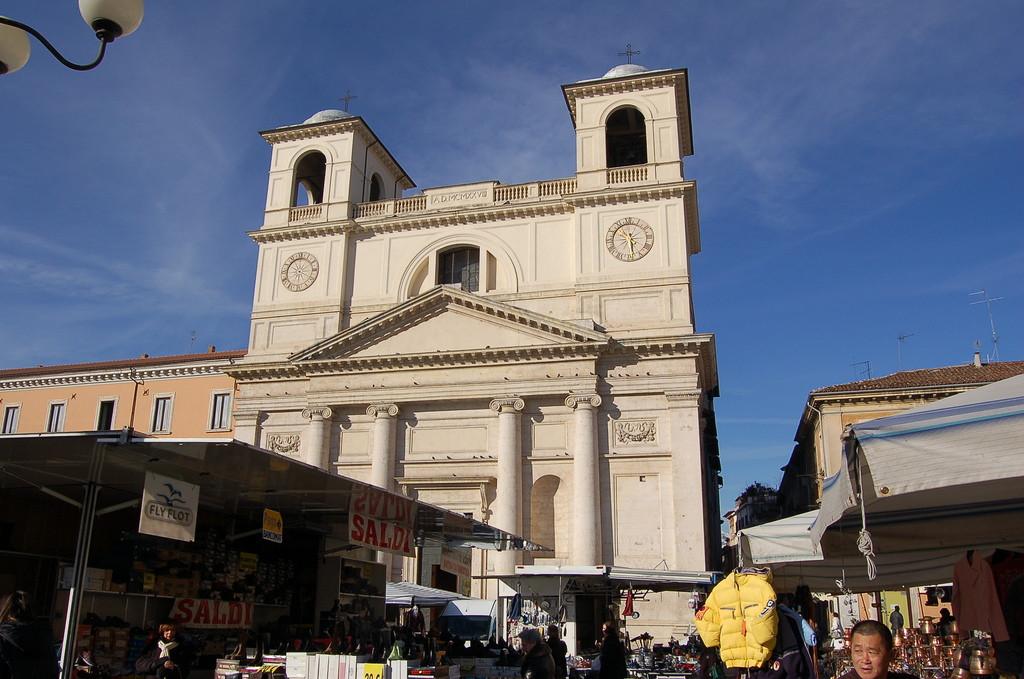
Вид на собор с Пьяцца дель Дуомо
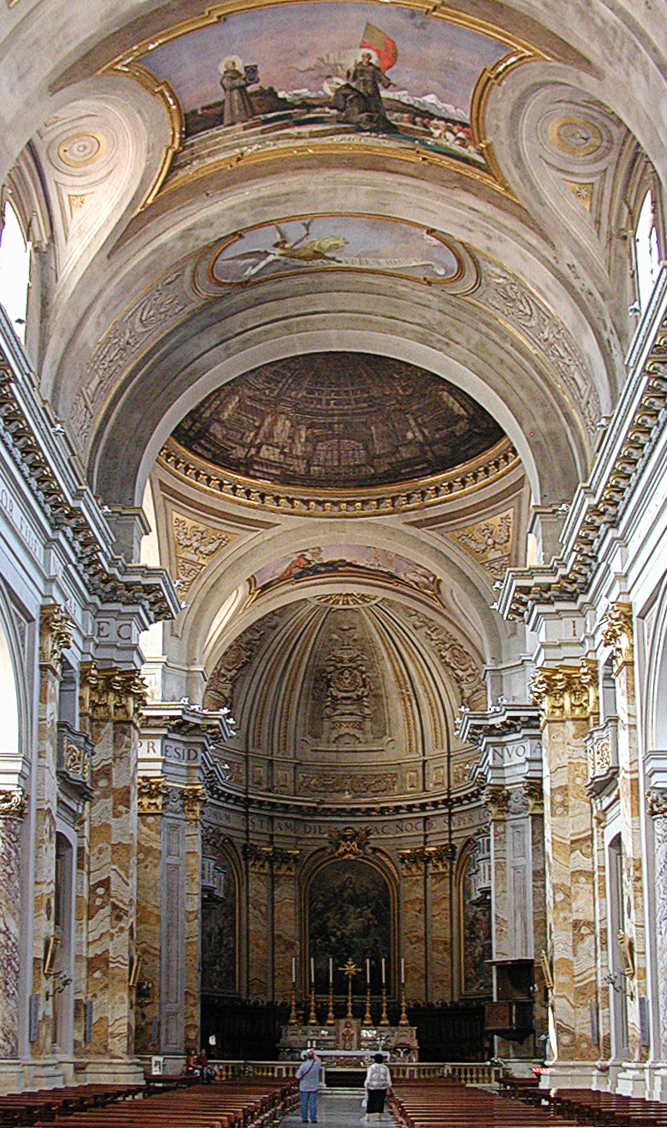
Центральный неф
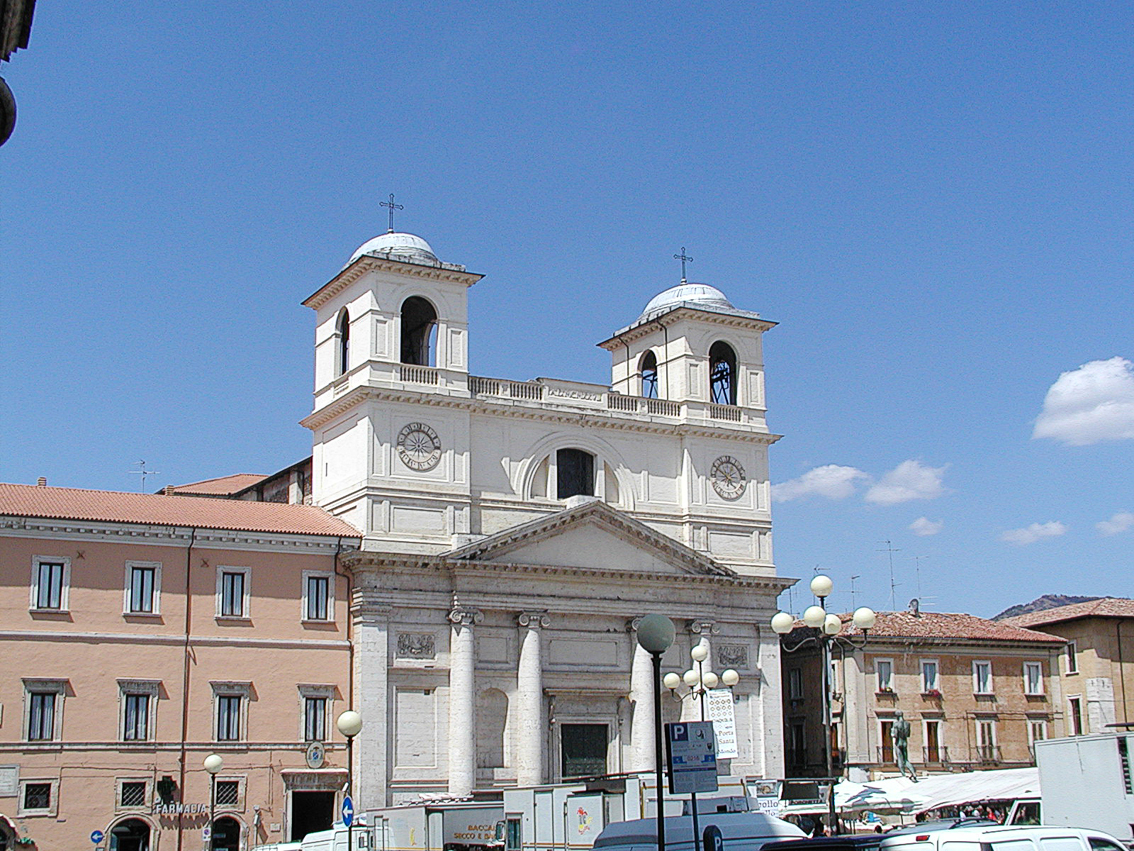
Фасад
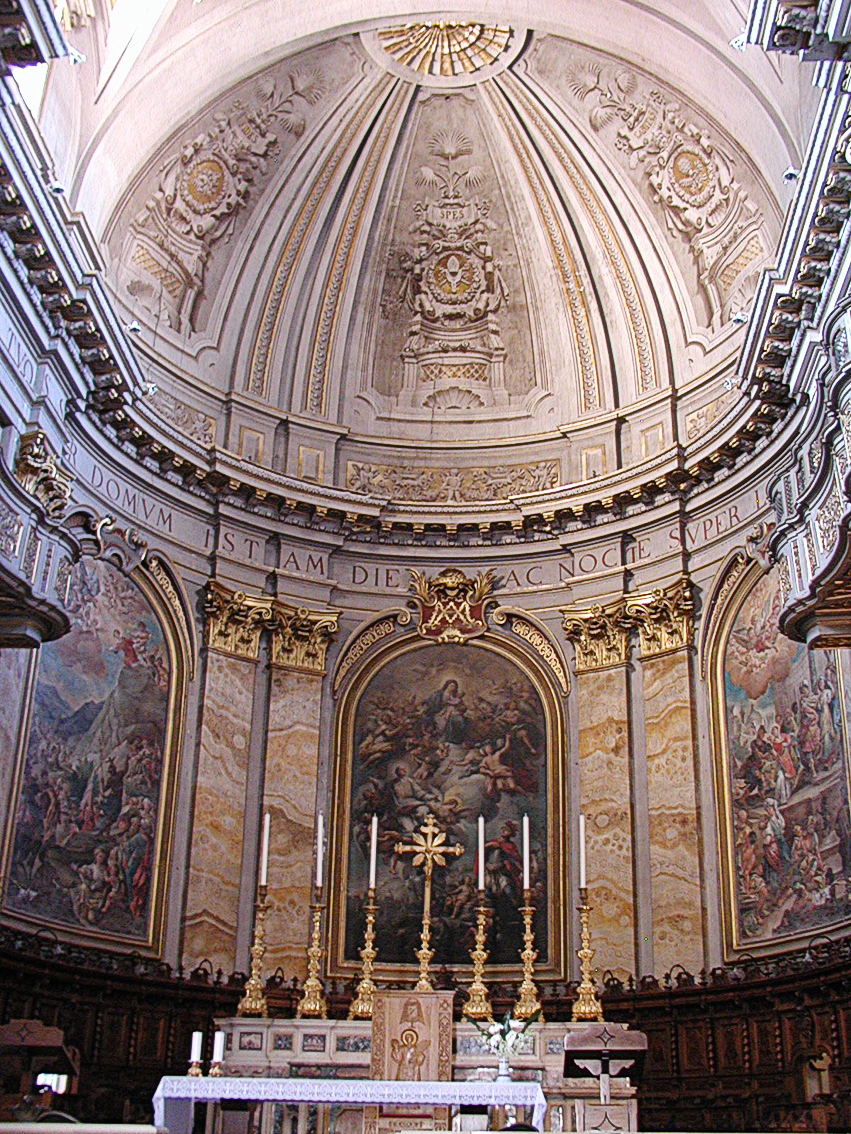
Фрагмент апсиды
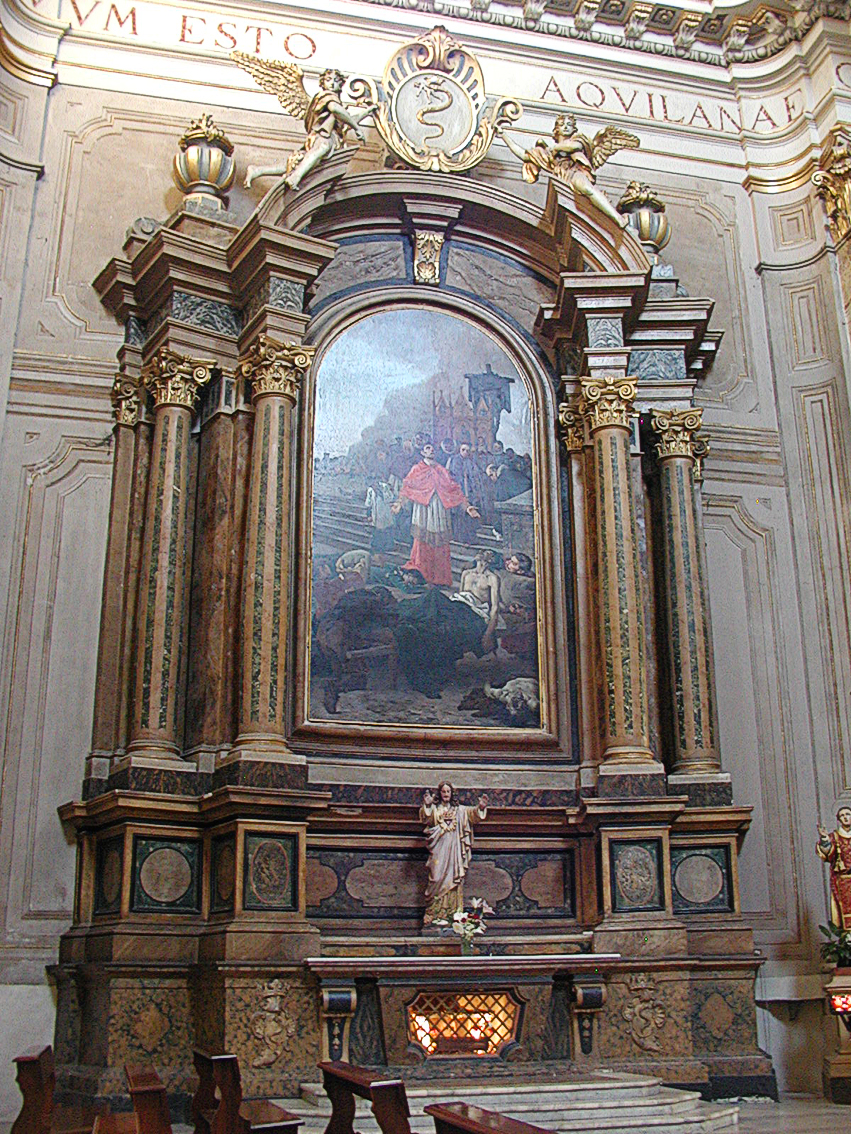
Алтарь с картиной «Святой Карл среди больных чумой»